# 臼齒鑷麗魚
臼齒鑷麗魚（学名：Labidochromis mylodon）為輻鰭魚綱鱸形目隆頭魚亞目慈鯛科的其中一種，分布於非洲馬拉威湖流域，為特有種，體長可達9公分，棲息在中底層水域，生活習性尚不明确，可做為觀賞魚。

## 擴展閱讀
維基物種上的相關：臼齒鑷麗魚